# 李覺斯
李觉斯（？年—？年），字伯铎，晚号龙水老人，广东东莞县人。明末政治人物。

## 生平
万历四十六年（1618年）戊午舉人，天启五年（1625年）进士，选翰林院庶吉士。改礼科、兵科给事中。三殿大工成，上疏颂魏忠贤功德，并劾刘鸿训。崇祯帝即位，诛魏忠贤，李觉斯改户科，奏荐东林诸臣，疏参十孩儿、五虎、五彪，遂下倪文焕于狱。閣臣钱龙锡因辽东事论死，覺斯以國體爲言，得减死为戎。迁应天府丞，转南京太仆寺卿。崇祯九年（1636年）正月，李自成部十余万攻滁州，李觉斯尽力固守获胜，留都不失。历升顺天府尹、工部侍郎、刑部尚书。崇祯十三年，以谳黄道周狱轻，遭严旨切责。削籍归。
清軍南下，攻陷广州，李覺斯降清。清顺冶四年（1647年），张家玉起兵后，在李覺斯庭前等候三日，借钱筹饷，李觉斯不為所動。张家玉部下於是強行籍李覺斯家资犒军。后来张家玉败走，李觉斯乘机连络清兵，对张家玉进行报复，发其先人墓冢，毁及家庙，灭其族。卒年八十四。

## 著作
有《晚翠居集》《伯鐸疏草》《端明堂詩集》。

## 評價
乾隆時，进士檀萃在《楚庭稗珠录》中寫到：“（李觉斯）尚书以重臣遭国难，犹自怙其资，（张家玉）乞而不与，然后籍之，良不为过；乃恃前隙，反面倒戈，灭文烈之宗，真不齿人数矣！事具《明史》，岂可讳之？乃《广志》犹列（李）尚书于名臣传，与香山何相国一列褒之，载笔者伊谁，能无受金之疑乎？”

## 遺跡
李覺斯隱居的東莞常平隐贤山庄，至今尚存，已按原貌修复，並辟为“李觉斯纪念馆”，由原国家主席杨尚昆亲笔题名，1998年对外开放。